# Sulpizio di Bourges
Sulpizio di Bourges (Aquitania, ... – Bourges, 591) è stato un vescovo franco, in carica dal 584 al 591, è venerato come santo dalla Chiesa cattolica. Spesso chiamato anche Sulpizio Severo, o il Severo, è talvolta confuso con Sulpizio Severo (ca. 363-420), il biografo di san Martino di Tours. Un altro Sulpizio, anch'egli venerato come santo, ma il 17 gennaio, è stato vescovo di Bourges tra il 624 e il 647.

## Agiografia
Secondo la testimonianza di Gregorio di Tours era nobile di nascita, uno dei primi senatori della Gallia, di grande talento oratorio ed esperto nell'arte dei ritmi poetici. Divenuta vacante la sede episcopale di Bourges con la morte di Remigio, vari candidati offrirono doni al re Gontran per assicurarsi il suo favore. Ma il sovrano respinse tutti questi doni simoniaci e favorì l'elezione di Sulpicio.
Poco dopo si tenne un concilio in Alvernia per regolare la controversia che era sorta tra due dei suoi suffraganei, Innocenzo, vescovo di Rodez, e Ursicino, vescovo di Cahors: fu deciso che il vescovo di Cahors avrebbe conservato le parrocchie controverse, dato che il vescovo di Rodez non aveva dimostrato che lui o i suoi predecessori le avevano posseduto abbastanza a lungo. Sulpicio partecipò anche al concilio di Mâcon del 585.

## Culto
Dal Martirologio Romano al 29 gennaio: "Presso Bourges in Aquitania, in Francia, san Sulpicio Severo, vescovo, senatore delle Gallie, di cui san Gregorio di Tours lodò la saggezza, la cura pastorale e lo zelo nel restaurare la disciplina".